# Livio Modigliani
Pour les articles homonymes, voir Modigliani (homonymie).
Livio Modigliani (né v. 1540 à Forlì et mort v. 1610) est un peintre italien qui fut actif de 1576 à 1602.

## Biographie
Livio Modigliani est le père du peintre Gianfrancesco Modigliani. Disciple de Pier Paolo Menzocchi, il travaille avec celui-ci à l’église de San Biagio, à Forlì.

## Œuvres
- San Valeriano, huile sur toile, 285 × 170 cm, pinacothèque civique, Forlì
- Vierge à l'Enfant et les saints Dominique et François, pinacothèque civique, Forlì
- Déposition de la Croix, en collaboration avec Livio Agresti
- Annonciation, église del Carmine, Forlì
- Quatre Saints, église Romiti, Forlì
- Fresques de la voûte de la chapelle San Mercuriale, abbaye San Mercuriale, Forlì[1],
- Annonciation (1602), en collaboration avec son fils Gian Francesco, église Santa Maria dei Servi, Cesena
- Annunciation (extérieur) ; Santa Maria dei Servi et Sainte Catherine Caterina (intérieur) (1576) : Ante Orgue, église Santa Maria dei Servi, Forlimpopoli,
- Allégorie des sciences[2], huile sur toile 89 × 87,5 cm - Museo Civico di Crema e del Cremasco, Crema